# Il giustiziere della notte 4
Il giustiziere della notte 4 (Death Wish 4: The Crackdown) è un film del 1987, diretto da J. Lee Thompson.

## Trama
Kersey, a Los Angeles, inizia una relazione con la giornalista Karen Sheldon. La giovane figlia di Karen Erica muore dopo un'overdose di cocaina avuta da uno spacciatore di droga locale, un certo Ross. Inizia così la caccia di Kersey.